# Das Märchen
Das Märchen (O Conto) é uma ópera de Emmanuel Nunes, em um prólogo e dois atos com libreto do próprio compositor, baseado no conto homónimo de Goethe. Teve a estreia absoluta no Teatro Nacional de São Carlos, em Lisboa, em 25 de janeiro de 2008, tendo sido mal recebida pelo público.
Coprodução:
- Teatro Nacional de S. Carlos
- Casa da Música, a principal sala de espetáculos do Porto.
- Ircam - Centre Pompidou (Paris)
- Fundação Calouste Gulbenkian Serviço de Música